# Europäische Donaukommission
Die Europäische Donaukommission (EDK) war eine von 1856 bis 1948 bestehende ständige Behörde zur Regelung und Verabredung der Schifffahrts- und Strompolizei-Vorschriften für die Donau.

## Geschichte

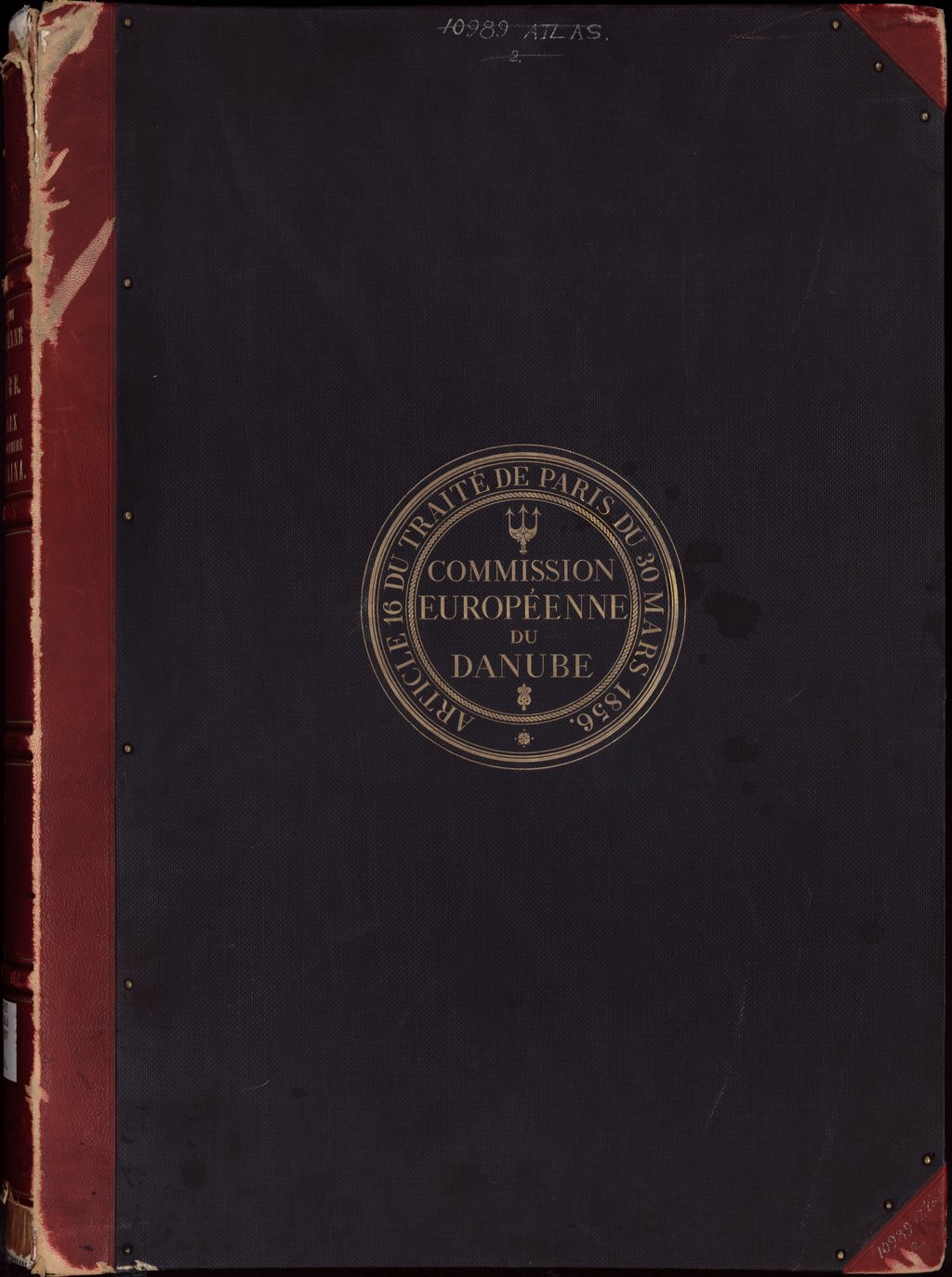
Siegel der Commission européenne du Danube (Donaukommission) auf dem Einband eines 1887 veröffentlichten Atlasses mit Karten des Donaudeltas

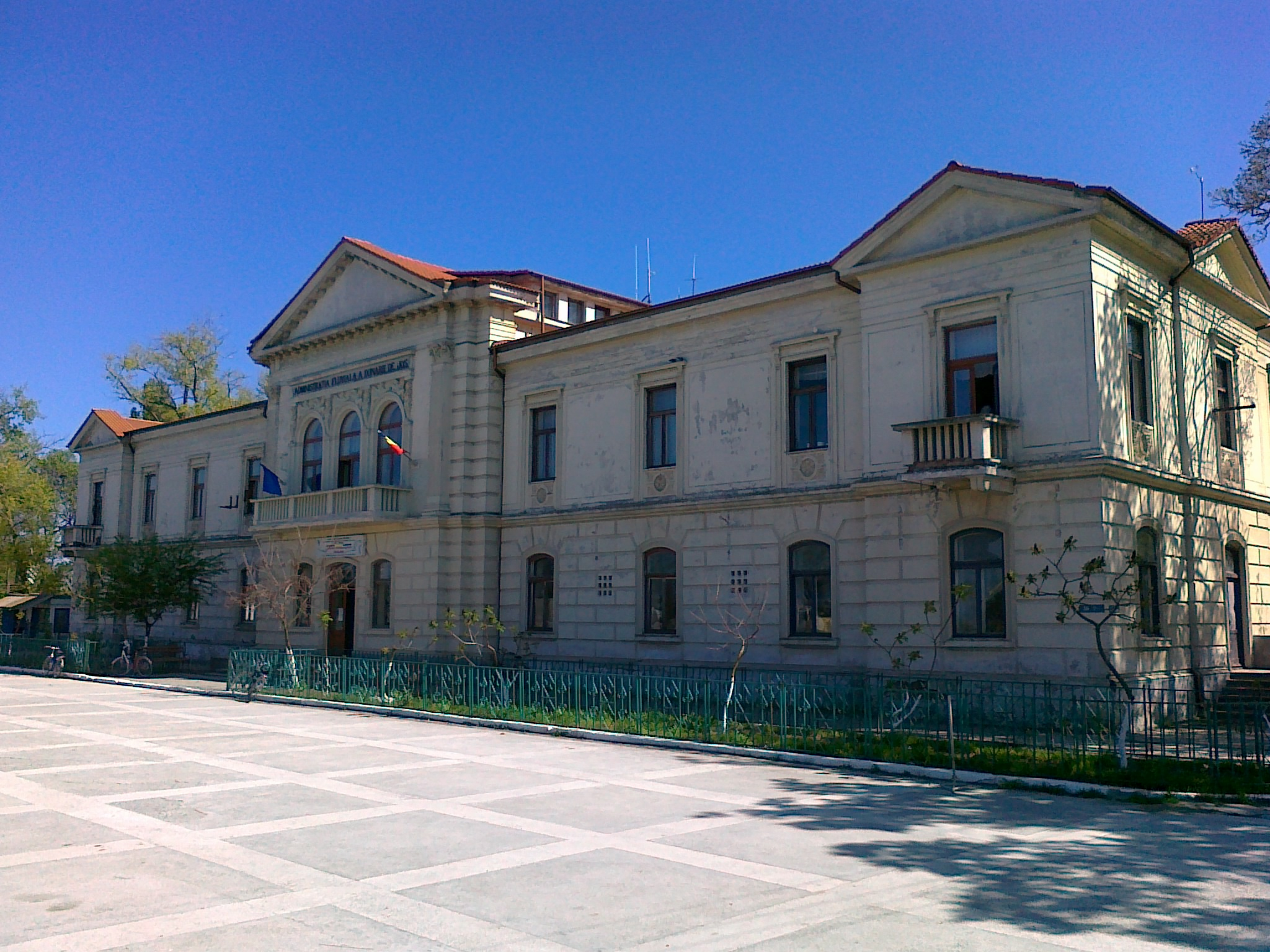
Der Palast der Europäischen Donaukommission in Sulina

Kein anderer europäischer Fluss durchfließt so viele Staaten wie die Donau. Regelungen für die ungehinderte und möglichst einfache Nutzung sind deshalb schon früh getroffen worden. Die allgemeinen Verfügungen, die Flussschifffahrt betreffend der am 8. Juni 1815 unterzeichneten Kongressakte des Wiener Kongresses galten auch für die Donau. Am 13. Julijul. / 25. Juli 1840greg. schlossen Österreich und Rußland in St. Petersburg eine Convention (…) in Betreff der Donau-Schifffahrt.
Auf dem Pariser Frieden, der den Krimkrieg beendete, wurde die Schaffung einer Europäischen Donaukommission verabredet, die – mit erweiterten Kompetenzen – die Aufgaben der schon bestehenden Kommission der Donau-Uferstaaten übernehmen sollte. Zur ersten Donaukonferenz kamen am 4. November 1856 in der (heute) rumänischen Stadt Galatz Delegierte aus den folgenden sieben Staaten zusammen: Preußen, Frankreich, Vereinigtes Königreich von Großbritannien und Irland, Kaisertum Österreich, Russisches Reich, Königreich Sardinien sowie Osmanisches Reich.
Die ebenfalls nach dem Pariser Vertrag berufene Donau-Uferstaaten-Kommission bestand aus Vertretern von Österreich, Bayern, der Türkei, Württemberg sowie aus Kommissaren für die Moldau, die Walachei und Serbien. Aus den Verhandlungen der DUK entstand die 47 Artikel umfassende Donauschiffahrts-Acte, die am 7. November 1857 in Wien unterzeichnet wurde. Weiterhin bedeutsam waren der Londoner Vertrag vom 13. März 1871, der Berliner Vertrag vom 13. Juli 1878 und der Londoner Vertrag vom 10. März 1883. Die Kommission hatte ab 1856/57 ihren Sitz in Sulina. Während des Ersten Weltkriegs ruhte die Kommission bis zum Bukarester Frieden, sie wurde durch den Versailler Vertrag wieder eingesetzt, aber zunächst auf die Siegermächte beschränkt und hatte ihren Sitz in Galați. Zusätzlich wurde 1921 eine Internationale Donaukommission mit Sitz in Bratislava geschaffen. Die Donauschifffahrtsakte wurde 1922 im Deutschen Reich Gesetz. Alle Anrainerstaaten erhielten durch Zusatzverträge 1921 und 1923 die gleichen Schifffahrtsrechte auf der Donau.
Infolge der Konvention über die Regelung der Schifffahrt auf der Donau, der sogenannten „Belgrader Akte“, vom 8. August 1948 wurde die Europäische Donaukommission aufgelöst. Nachfolger der EDK ist die Donaukommission, die ihren Sitz in Budapest hat.